# Erioptera (Erioptera) yarto
Erioptera (Erioptera) yarto is een tweevleugelige uit de familie steltmuggen (Limoniidae). De soort komt voor in het Australaziatisch gebied.